# Virgil Cazacu
Virgil Cazacu (n. 1 septembrie 1927, Zorleni, România) este un fost politician comunist român.
În decembrie 1947 a devenit membru a PCR. A fost membru al CC al PMR, adjunct al șefului Secției Propagandă, ministru.
Prin Decretul nr. 95 din 7 mai 1981, lui Virgil Cazacu, membru al Comitetului Politic Executiv, secretar al C.C. al P.C.R. i s-a conferit ordinul Steaua Republicii Socialiste România clasa a II-a, pentru rezultatele obținute în îndeplinirea cincinalului 1976-1980, pentru contribuția deosebită adusă la înfăptuirea politicii Partidului Comunist Român de făurire a societății socialiste multilateral dezvoltate în patria noastră, cu prilejul aniversării a 60 de ani de la făurirea Partidului Comunist Român.
A fost prim-secretar al Comitetului Raional Stalin-București (1956) și va deveni din 25 iunie 1960 membru al CC al PCR (până în 1989), încredințându-i-se totodată funcții importante, precum: prim-secretar al Comitetului regional de partid Iași (iulie 1961 – 27 decembrie 1965), președinte al Comitetului de Stat de Radiodifuziune și Televiziune (1966-1968). În 29 iulie 1971 a fost numit în funcția de prim-adjunct al ministrului învățământului (1971-1974), ambasador în Iugoslavia (1974-1978), viceprim-ministru în Guvernul Manea Mănescu (2) (7 martie 1978-1 februarie 1979), prim-secretar al Comitetului PCR Prahova (1982-1987) ș.a.
Virgil Cazacu a fost deputat în Marea Adunare Națională în sesiunile din perioada 1961 - 1989.
După Revoluția Română din 1989, Virgil Cazacu a fost numit vicepreședinte al Uniunii Centrale a Cooperativelor Meșteșugărești (UCECOM).

## Distincții
- Medalia Muncii (13 octombrie 1953) pentru contribuția sa la „munca de pregătire și desfășurare a celui de-al IV-lea Festival Mondial al Tineretului și Studenților pentru Pace și Prietenie⁠(d)”[9]
- Ordinul Muncii clasa a III-a (30 decembrie 1957) „cu ocazia celei de a zecea aniversări a proclamării Republicii Populare Romîne și pentru merite deosebite în îndeplinirea sarcinilor date de Partidul Muncitoresc Romîn, pentru merite deosebite pe tărîmul construcției de stat, economice, sociale, culturale și obștești”[10]
- Medalia „40 de ani de la înființarea Partidului Comunist din Romînia” (6 mai 1961) „pentru merite în activitatea de partid și întărirea regimului democrat-popular”[11][12]
- Ordinul Muncii clasa I (4 aprilie 1962) „pentru merite deosebite în munca de colectivizare a agriculturii și întărirea economico-organizatorică a gospodăriilor agricole colective”[13]
- Ordinul „Steaua Republicii Populare Romîne” clasa a III-a (18 august 1964) „pentru merite deosebite în opera de construire a socialismului, cu prilejul celei de a XX-a aniversări a eliberării patriei”[14]
- Ordinul „Tudor Vladimirescu” clasa a III-a (30 aprilie 1966) „cu prilejul celei de-a 45-a aniversări de la înființarea Partidului Partidului Comunist din România, pentru merite deosebite în opera de construire a socialismului”[15]
- Ordinul „23 August” clasa a II-a (4 mai 1971) „cu prilejul aniversării a 50 de ani de la constituirea Partidului Comunist Român, [...] pentru merite deosebite în opera de construire a socialismului”[16]
- Ordinul „Steaua Republicii Socialiste România” clasa a II-a (7 mai 1981) „pentru rezultatele obținute în îndeplinirea cincinalului 1976–1980, pentru contribuția deosebită adusă la înfăptuirea politicii Partidului Comunist Român de făurire a societății socialiste multilateral dezvoltate în patria noastră, cu prilejul aniversării a 60 de ani de la făurirea Partidului Comunist Român”[17]
- Medalia comemorativă „A 40-a aniversare a revoluției de eliberare socială și națională, antifascistă și antiimperialistă” (20 august 1984) „pentru contribuția deosebită adusă la înfăptuirea politicii Partidului Comunist Român de făurire a societății socialiste multilateral dezvoltate în patria noastră, cu prilejul celei de-a 40-a aniversări a revoluției de eliberare socială și națională, antifascistă și antiimperialistă”[18]